# Longchamp (Côte-d’Or)
Longchamp – miejscowość i gmina we Francji, w regionie Burgundia-Franche-Comté, w departamencie Côte-d’Or.
Według danych na rok 1990 gminę zamieszkiwało 1000 osób, a gęstość zaludnienia wynosiła 62 osoby/km² (wśród 2044 gmin Burgundii Longchamp plasuje się na 234. miejscu pod względem liczby ludności, natomiast pod względem powierzchni na miejscu 589.).